# Schleicher Condor IV
Schleicher Condor IV var ett tyskt tvåsitsigt segelflygplan som användes vid segelflygutbildning.
Flygplanet konstruerades Heini Dittmar som en virdareutveckling den ensitsiga DFS Condor III för Alexander Schleicher GmbH & Co.  
Flygplanskroppen var tillverkad i en stålrörskonstruktion som kläddes med duk, medan vingarna var uppbyggda runt en träbalk som försågs med spryglar som av en form för dukklädseln. Som till de tidigare Condortyperna användes vingprofilen Göttingen 532. Vingarna var monterade i överkanten på flygplanskroppen. Som landställ användes en skida och en sporrfjäder under fenan. Vid start monterade man en hjulförsedd dolly under flygplanet som blev kvar på marken efter att flygplanet lättat. Med ett bästa glidtal på 1:31 vid 60 km/h kunde flygplanet teoretiskt glidflyga 31 kilometer med en höjdförlust på 1000 meter. Totalt tillverkades flygplanet i 18 exemplar.